# Tituly a vyznamenání Ludvíka I. Portugalského

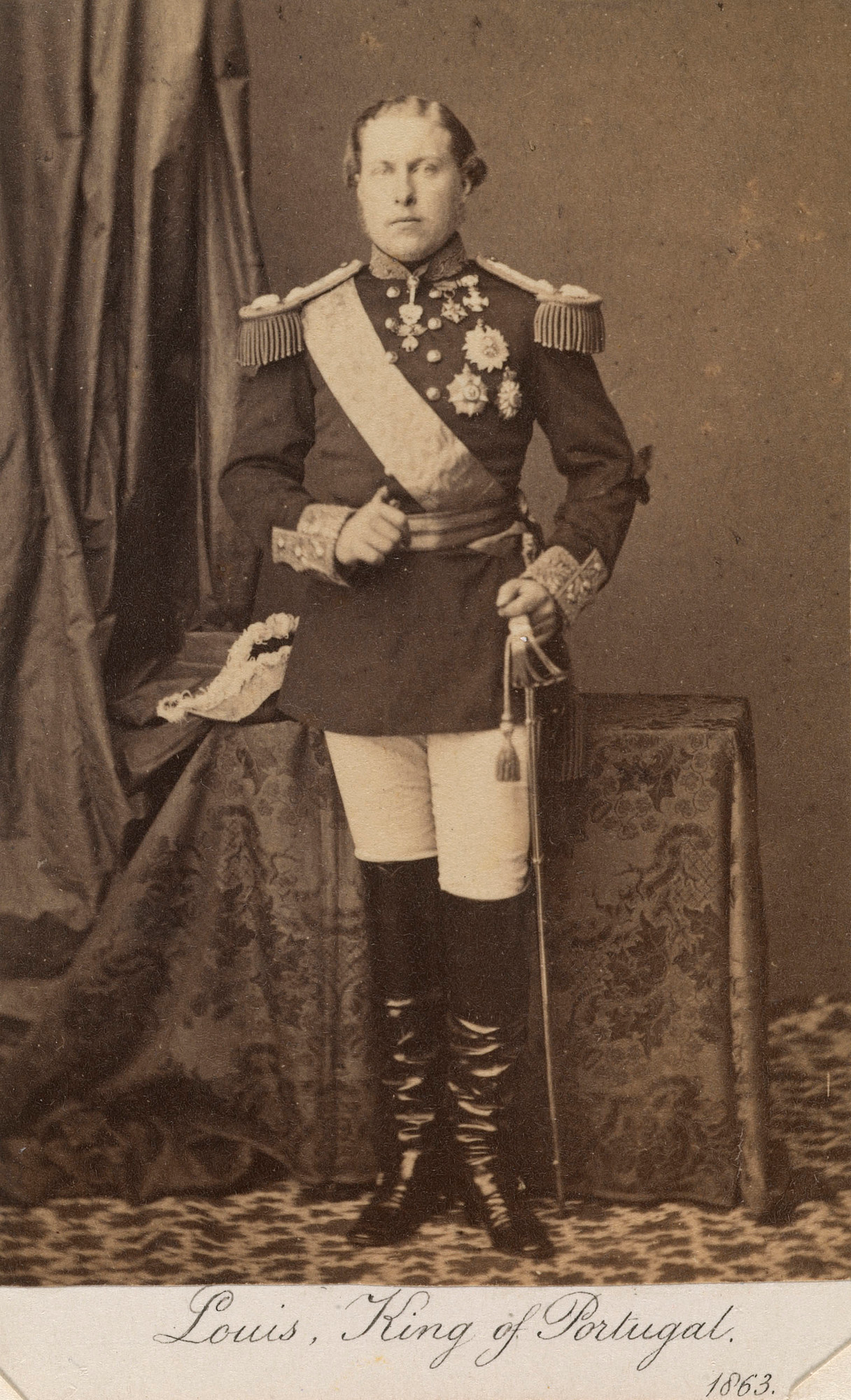
Ludvík I. Porugalský v uniformě s řadou vyznamenání, 1863

Erb Ludvíka I. Portugalského jakožto rytíře Řádu zlatého rouna

Královský monogram Ludvíka I. Portugalského

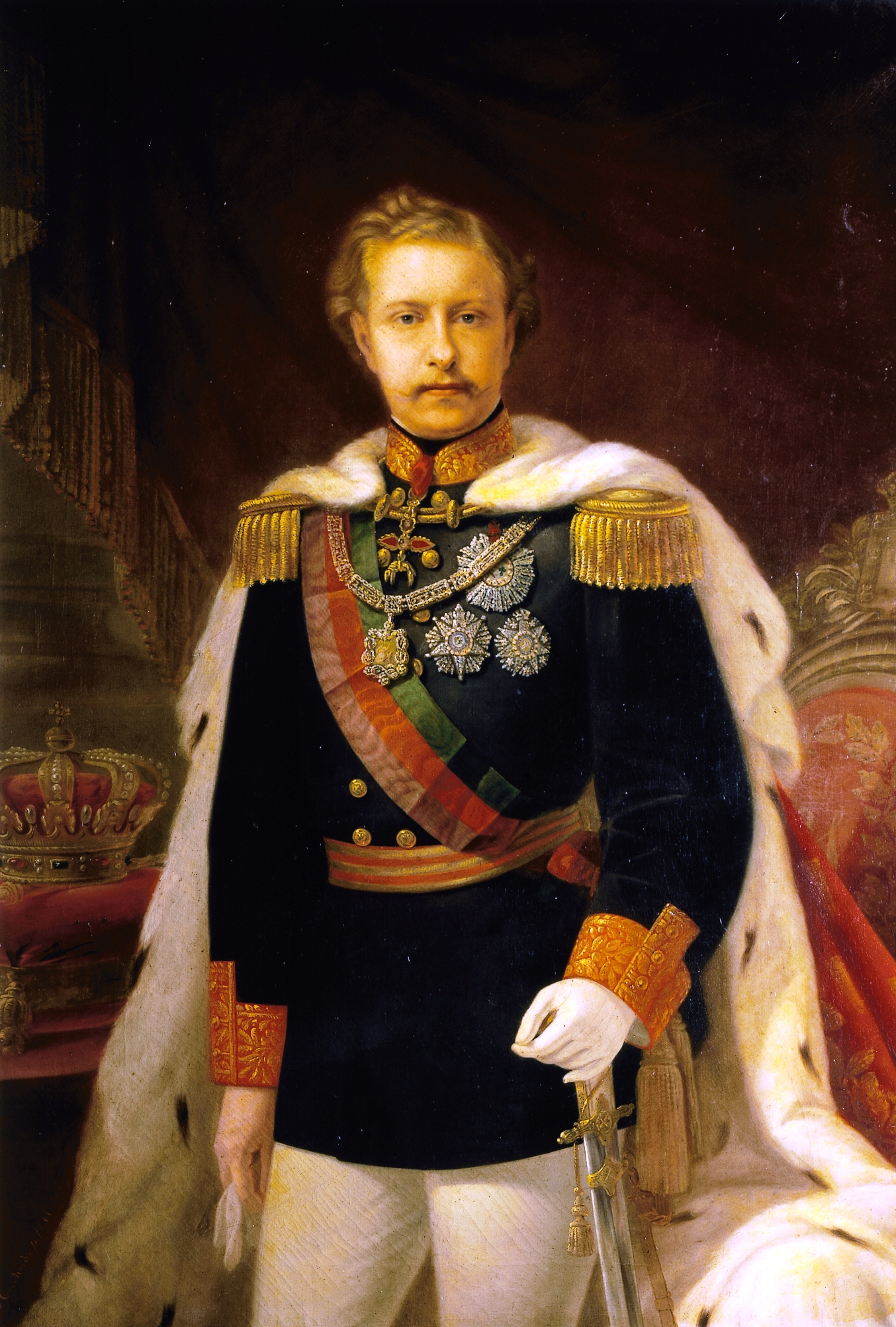
Portrét krále Ludvíka I. Portugalského v uniformě s několika vyznamenáními včetně Řádu zlatého rouna

Portugalský král Ludvík I. Portugalský, celým jménem Luís Filipe Maria Fernando Pedro de Alcântara António Miguel Rafael Gabriel Gonzaga Xavier Francisco de Assis João Augusto Júlio Valfando de Saxe-Coburgo-Gotha e Bragança, obdržel během života řadu portugalských i zahraničních titulů a vyznamenání. Během své vlády v letech 1861 až 1889 byl také velmistrem portugalských řádů.

## Tituly
- 31. října 1838 – 11. listopadu 1861: Jeho královská Výsost Luís, vévoda z Porta
- 11. listopadu 1861 – 19. října 1889: Jeho nejvěrnější Veličenstvo Ludvík, král Portugalska a Algarve

## Vyznamenání

### Portugalská vyznamenání

#### Velmistr
Od 11. listopadu 1861 do 19. října 1889 byl velmistrem portugalských řádů:
- Stuha tří řádů
- Řád Kristův
- Řád věže a meče
- Řád svatého Jakuba od meče
- Řád avizských rytířů
- Řád neposkvrněného početí Panny Marie z Vila Viçosa

### Zahraniční vyznamenání
- Bádenské velkovévodství
  -  rytíř Domácího řádu věrnosti – 1885[2]
  -  Řád zähringenského lva – 1885
  -  speciální třída Řádu Bertholda I. – 1885[2]
- Bavorské království
  -  rytíř Řádu svatého Huberta – 1867[3][1]
- Belgie
  -  velkokříž Řádu Leopolda – 9. července 1854[4]
- Brazílie
  -  velkokříž Řádu Jižního kříže – 1861[1]
  -  velkokříž Řádu růže[1]
  -  velkokříž Řádu Petra I.[1]
- Dánsko
  -  rytíř Řádu slona – 18. dubna 1864[5][1]
- Ernestinská vévodství
  -  velkokříž Vévodského sasko-ernestinského domácího řádu – 1854[6][1]
- Francie
  -  velkokříž Řádu čestné legie[1]
  -  Médaille militaire
- Hannoverské království
  -  rytíř Řádu svatého Jiří – 1861[7]
- Havajské království
  -  velkokříž Řádu Kamehamehy I. – 19. srpna 1881[8]
- Hesenské velkovévodství
  -  velkokříž Řádu Ludvíkova – 7. prosince 1865[9][1]
- Japonsko
  -  velkostuha Řádu chryzantémy – 20. dubna 1883[10]
- Libérie
  -  velkokomtur Dobročinného řádu afrického osvobození
- Meklenbursko
  -  rytíř Domácího řádu vendické koruny[1]
- Monako
  -  velkokříž Řádu svatého Karla[1]
- Nizozemsko
  -  velkokříž Řádu nizozemského lva[1]
- Osmanská říše
  -  Řád Medžidie I. třídy[1]
- Pruské království
  -  rytíř Řádu černé orlice – 24 .července 1854 (řetěz 1862)[11][1]
- Rakouské císařství
  -  velkokříž Královského uherského řádu svatého Štěpána – 1854[12][1]
- Rumunsko
  -  velkokříž Řádu rumunské koruny
  -  velkokříž Řádu rumunské hvězdy[1]
- Ruské impérium
  -  rytíř Řádu svatého Ondřeje[1]
  -  rytíř Řádu svatého Alexandra Něvského[1]
  -  rytíř I. třídy Řádu svaté Anny[1]
  -  rytíř Řádu bílého orla[1]
- Řecko
  -  velkokříž Řádu Spasitele[1]
- San Marino
  -  velkokříž Rytířského řádu San Marina[1]
- Sardinské království
  -  rytíř Řádu zvěstování – 15. července 1855[13][1]
  -  rytíř velkokříže Řádu svatého Mauricia a svatého Lazara – 15. července 1855
- Saské království
  -  rytíř Řádu routové koruny – 1 .srpna 1854[14][1]
- Sasko-výmarsko-eisenašské vévodství
  -  velkokříž Řádu bílého sokola – 1. srpna 1854[15][1]
- Siam
  -  rytíř Řádu devíti drahokamů[1]
- Spojené království
  -  rytíř Podvazkového řádu – 17. června 1865[16][1]
- Srbské království
  -  velkokříž Řádu Takova
- Španělsko
  -  1002. rytíř Řádu zlatého rouna – 28. listopadu 1861[17][1]
  -  velkokříž Vojenského záslužného kříže[1]
  -  velkokříž Námořního záslužného kříže s červenou dekorací –1877[18][1]
  -  velkokříž Vojenského řádu svatého Ferdinanda[1]
- Švédsko-norská unie
  -  rytíř Řádu Serafínů – 27. listopadu 1861[19][1]
  -  velkokříž Řádu svatého Olafa – 28. prosince 1872[20][1]
- Tunisko
  -  velkostuha Řádu slávy[1]
- Württemberské království
  -  velkokříž Řádu württemberské koruny – 1865[21]